# All the King's Men (film)
Pour les articles homonymes, voir Les Fous du roi.
All the King’s Men (天下第一, Tian xia di yi) est un film taïwanais réalisé par King Hu, sorti en 1982.

## Synopsis
Les derniers jours de l'empereur Taizu, empoisonné par son médecin personnel, malgré la protection de son entourage.

## Fiche technique
- Titre : All the King’s Men
- Titre original : 天下第一 (Tian xia di yi)
- Réalisation : King Hu
- Pays d'origine :  Taïwan
- Langue originale : mandarin
- Format : Couleurs - 35 mm - 2,35:1
- Genre : Action
- Durée : 109 minutes
- Date de sortie : 1982

## Distribution
- Cheng Pei-pei
- Tien Feng